# 成蹊大学硬式野球部
成蹊大学硬式野球部（せいけいだいがくだいがくこうしきやきゅうぶ、Seikei University Baseball Club）は、東都大学野球連盟に所属する大学野球チーム。成蹊大学の学生によって構成されている。

## 創部
1949年（昭和24年）

## 概要
小説家で旧久留米藩有馬家当主の有馬頼義が一時期監督を務めていた。
日大三高出身で元プロ野球選手の野林大樹が2010年よりコーチとして硬式野球部に加入し、2012年春季リーグ終了後に同部監督に就任した。

## 歴史
- 1950年　東都大学野球連盟へ加盟、文科系リーグへ所属、3位。
- 1951年　秋季リーグ戦3部優勝、2部昇格へ昇格
- 1961年　秋季リーグ戦において3部降格
- 1996年　秋季リーグ戦において4部降格
- 1997年　春季リーグ戦において3部昇格
- 2001年　春季リーグ戦において4部降格
- 2002年　春季リーグ戦において3部昇格
- 2004年　秋季リーグ戦において4部降格
- 2005年　秋季リーグ戦において3部昇格
- 2016年　秋季リーグ戦において4部降格

## 本拠地
東京都武蔵野市吉祥寺北町3-3-1（成蹊大学キャンパス内）
- リーグ戦の試合会場としても使用される

## 記録
- 3部優勝　7回
- 4部優勝　6回